# 松田裕貴
松田 裕貴（まつだ ゆうき、1986年2月28日 - ）は、日本のサッカー指導者。

## 経歴
滋賀県大津市出身。びわこ成蹊スポーツ大学競技スポーツ学科コーチング技術コース卒業。在学中は、びわこ成蹊スポーツ大学サッカー部に所属。

## 指導歴
- 2008〜2009年　光泉高等学校サッカー部　コーチ
- 2009〜2010年　 プリマス・アーガイルFC（イングランド2部）通訳/アカデミーコーチ
- 2010〜2012年　セレッソ大阪 アカデミーコーチ
- 2012〜2013年　 F.C.JATS スクールマネジャー
- 2013[1]〜2014[2]年 アルビレックス新潟シンガポール アシスタントコーチ/アカデミーマネジャー

## 監督歴
- 2014年 - 2015年　　 パチャンガ・ディリマンFC（英語: Pachanga Diliman F.C.）監督[3]
- 2016年　 チャンパサーク・ユナイテッドFC（英語: Champasak United F.C.）監督[4]
- 2017年 - 2018[5]年　 ソルティーロ・アンコールFC監督 [6][7]
- 2019年 - 2021年　大連足球協会　U-14女子監督 のちに U-17女子監督
- 2022年　 広西邕城足球倶楽部　監督
- 2023年　 広州足球倶楽部アカデミー長
- 2024年　 フィリピン代表 U-16
- 2024年 -　 ダバオ・アギラスFC監督